# Crossfade
Crossfade — американская рок-группа из Южной Каролины, основанная в 1999 году. Их нынешний состав : Эд Слоан (вокал, ритм-гитара), Лес Холл (соло-гитара), Митч Джеймс (бас-гитара, бэк-вокал). Группа выпустила три студийных альбома и семь синглов. Самым популярным альбомом является дебютный одноимённый альбом "Crossfade", который стал платиновым в США. Последний альбом "We All Bleed" был выпущен 21 июня 2011 года.

## История

### Ранние годы и «Crossfade» (1999—2005)
Они начали своё объединение в конце 90-х, когда Эд Слоан оставил свою первую группу, «DarkChilde», и присоединился к Митчу Джеймсу и Брайну Гейджеру. Так образовалось хэви-металл трио «Nothing». Какое-то время они писали песни и давали свои «живые выступления» как в Атланте, куда группа на время переехала, так и по родной Колумбии, где Эд начал оборудовать студию в своём кирпичном гараже. Впоследствии, с присоединением Тони Бироадса, вокалиста и клубного диджея, трио превратилось в квартет.
Группа была переименована в «Sugardaddy Superstar», и ребята начали записывать свою музыку в оборудованном гараже Слоана, музыку, записывая которую они могли экспериментировать как им хотелось, ведь они не были обременены ни контрактом, ни коммерческими обязательствами, музыку, которая со временем переросла в кое-что новое — в «Crossfade». В начале 2003 года Доуг Форд, исполнительный директор FG Records, прослушав демо-диск (первоначально называвшийся «Cold»), принимает решение заключить с «начинающими рокерами» контракт. После этого, работая уже в студии FG Records, ребята переиграли 8 песен, вошедших на их демо-диск, написали ещё 2 песни, под руководством опытного Рэнди Стаб (имевшего опыт работы с такими известными коллективами, как Nickelback, P.O.D., The Cult, Monster Magnet, Metallica), сделали последние штрихи. И вот в начале 2004 года увидел свет дебютный одноимённый альбом группы, который был сертифицирован золотом RIAA и стал платиновым в США через шесть месяцев. В этом же году Тони Бироадс покидает группу.

Слова Тони Бироадса:
Я решил для себя, что больше никогда не буду заниматься музыкой, я женился и буду теперь всё своё время посвящать семье, так что Crossfade опять трио.

### «Falling Away» (2006—2007)
После ошеломительного успеха их первого альбома группа не остановилась и принялась за написание второго альбома, под названием «Falling Away», который был выпущен 29 августа 2006 года. Первыми тремя синглами стали «Invincible», «Drown You Out», и «Already Gone». В ходе предстоящего тура группе понадобился ещё один гитарист. Им стал Лес Холл, старый друг Эда Слоана. После тура Холл стал полноправным членом группы.
В отличие от их дебютного альбома, копий которого было продано свыше одного миллиона, альбом «Falling Away» был продан в количестве 200 тысяч экземпляров. В 2008 году их исключают из Columbia Records.

### «We All Bleed» (2008—2011)
2 января 2009 года Crossfade выпускает трек под названием «We All Bleed». Также было объявлено что они будут выпускать новый альбом в этом же году. По их словам, альбом будет значительно отличаться от двух предыдущих.
На их Twitter страничке были опубликованы названия песен из альбома, такие как «Suffocate», «Killing Me Inside», «Open Up Your Eyes» и «Lay Me Down». Ещё до записи альбома, барабанщик Джеймс Бранхем покинул группу и его место занял Уилл Хант. 1 июня был выпущен первый сингл «Killing Me Inside». Выход альбома запланирован на 21 июня 2011 года.
27 августа группа выложила в интернет ещё один сингл, под названием «Make Me A Believer», который доступен для бесплатного скачивания на их официальном сайте. Песня длится на протяжении более чем 10 минут, что делает её самой длинной песней, которую Crossfade когда-либо записывали. Песня показывает существенный отход от прежнего стиля группы. Для записи альбома был привлечён барабанщик Evanescense Уилл Хант, который впоследствии покинул группу. 24 ноября 2010 года на канале YouTube, который называется CrossfadeMusicTV, Эд Слоан объявил, что новым барабанщиком будет Марк Кастилло из группы Bury Your Dead.
В январе 2012 года барабанщик Марк Кастилло написал на страничке Facebook, что он покидает группу Crossfade, чтобы продолжить музыкальную карьеру в группе Emmure.

## Состав
Нынешние
- Эд Слоан (Ed Sloan) — вокал, ритм-гитара, (1999 — настоящее время)
- Митч Джеймс (Mitch James) — бас-гитара, бэк-вокал (1999 — настоящее время)
- Лес Холл (Les Hall) — соло-гитара (2006 — настоящее время)

Бывшие
- Брайан Гейджер (Brian Geiger) — ударные (1999—2004)
- Тони Бироадс (Tony Byroads) — бэк-вокал, семплер (1999—2005)
- Джеймс Брэнхам (James Branham) — ударные (2005—2009)
- Уилл Хант (Will Hunt) — ударные (2009—2010)
- Марк Кастилло (Mark Castillo) — ударные (2010 — 2012)

Концерты
- Брэндон Уеррел (Brandon Werrell) — ударные (2005)

## Дискография
Студийные альбомы
| 2004                                    | Crossfade - Дата выхода: 13 апреля 2004 года - Лейбл: Columbia Records    | 41  | —  | - US: Платиновый |  |  |
| 2006                                    | Falling Away - Дата выхода: 29 августа 2006 - Лейбл: Columbia Records     | 30  | 9  |                  |  |  |
| 2011                                    | We All Bleed - Дата выхода: 21 июня 2011 года - Лейбл: Eleven Seven Music | 100 | 26 |                  |  |  |
| «—» означает что альбом не попал в чарт |                                                                           |     |    |                  |  |  |

### Синглы
| Год                                                                | Название            | Позиции в чартах | Позиции в чартах | Позиции в чартах | Позиции в чартах | Позиции в чартах | Продажи       | Альбом       |
| Год                                                                | Название            | US               | US Alt           | US Main          | US Pop           | SWE              | Продажи       | Альбом       |
| ------------------------------------------------------------------ | ------------------- | ---------------- | ---------------- | ---------------- | ---------------- | ---------------- | ------------- | ------------ |
| 2004                                                               | «Cold»              | 81               | 2                | 3                | 23               | 47               | - US: Золотой | Crossfade    |
| 2005                                                               | «So Far Away»       | —                | 14               | 4                | —                | —                |               | Crossfade    |
| 2005                                                               | «Colors»            | —                | 18               | 6                | —                | —                |               | Crossfade    |
| 2006                                                               | «Invincible»        | —                | —                | 18               | —                | —                |               | Falling Away |
| 2006                                                               | «Drown You Out»     | —                | —                | 21               | —                | —                |               | Falling Away |
| 2006                                                               | «Already Gone»      | —                | —                | —                | —                | —                |               | Falling Away |
| 2010                                                               | «Killing Me Inside» | —                | —                | —                | —                | —                |               | We All Bleed |
| «—» означает что сингл не попал в чарт или не был выпущен в стране |                     |                  |                  |                  |                  |                  |               |              |